# Het gala van de gouden K's
De gouden K's zijn Vlaamse prijzen die jaarlijks worden uitgereikt door de kinderzender Ketnet. De gouden K's zijn publieksprijzen, die gekozen worden via een online stemprocedure.

## Geschiedenis
De eerste gouden K's waren de gouden K's van 2013. De winnaars werden bekendgemaakt op 9 maart 2014 en de show werd op Ketnet uitgezonden. Er waren vijftien categorieën.

## Presentatie
De presentatie is elk jaar in de handen van de Ketnet-wrappers. 
- Niels Destadsbader (2013)
- Sander Gillis (2013-2022)
- Sien Wynants (2013-2021)
- Charlotte Leysen (2013-2018)
- Sarah Mouhamou (2013-heden)
- Leonard Muylle (2013-2017)
- Thomas Van Achteren (2015-2021)
- Gloria Monserez (2019-2024)
- Héritier Tipo (2022-2024)
- Nidal Van Rijn (2022-heden)
- Thomas De Smet (2022-heden)
- Nona 't Jolle (2023-heden)
- Lee Arrendell (2025-heden)
- Emma Vanthielen (2025-heden)

## Stemprocedure
De nominaties worden vooraf bepaald door een brede mediajury. (Muziek)journalisten van zowel populaire als gespecialiseerde tijdschriften, kranten, radio en televisie nemen deel aan een voorafgaande stemprocedure waarbij elke journalist per categorie zijn of haar favoriete kandidaten aanduidt. Voor elke categorie slepen de vier of in de latere jaren vijf kandidaten met het hoogste aantal vermeldingen een nominatie in de wacht.
Vanaf de bekendmaking van de nominaties kan het publiek gedurende enkele weken op internet zijn stem uitbrengen.

## Winnaars en genomineerden

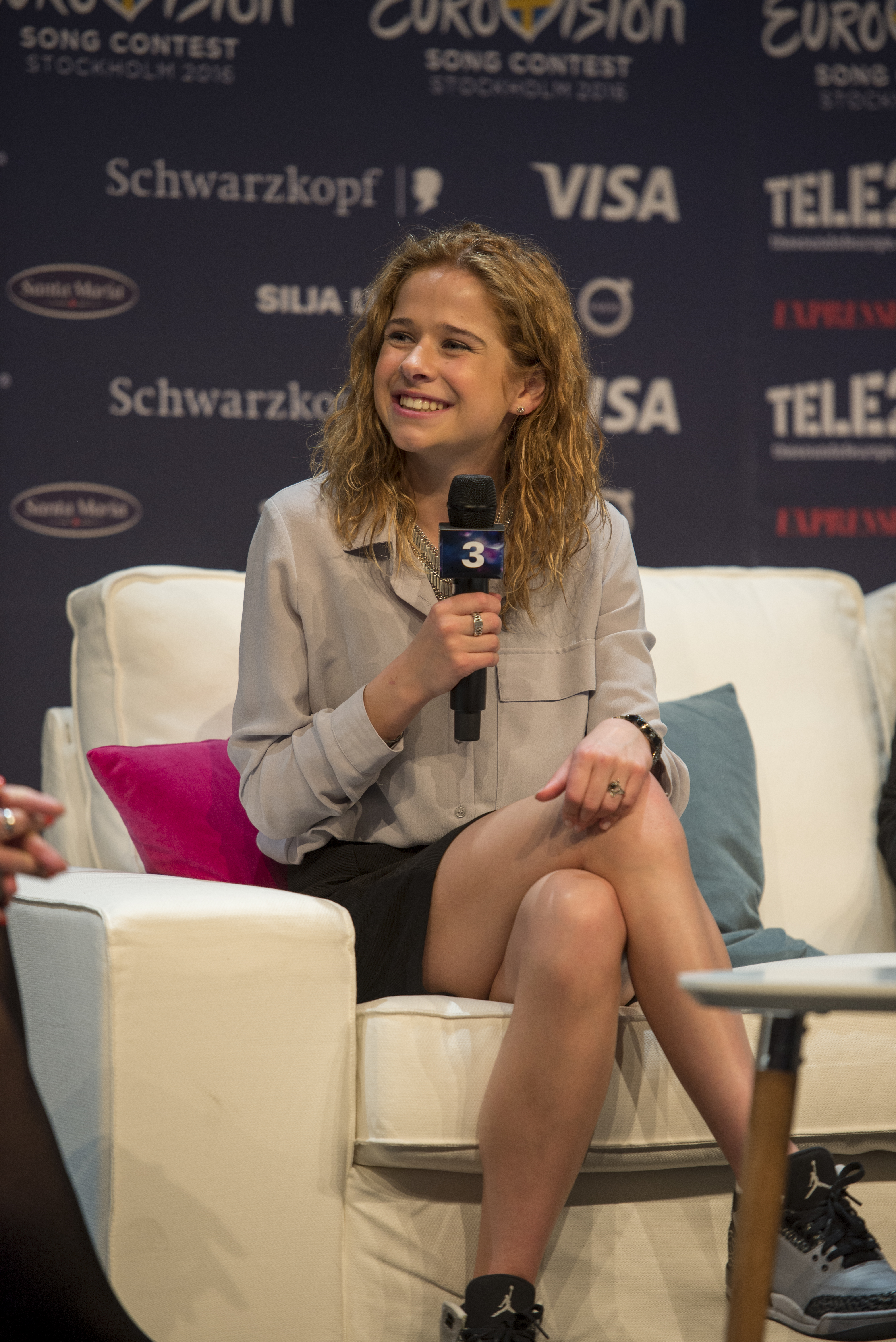
Laura Tesoro heeft de op 1 na meeste Gouden K's als solo-artieste

- Het gala van de gouden K's 2024 (op 25 januari 2025)
- Het gala van de gouden K's 2023 (op 20 januari 2024)
- Het gala van de gouden K's 2022 (op 21 januari 2023)
- Het gala van de gouden K's 2021 (op 3 april 2022)
- Het gala van de gouden K's 2020 (op 30 januari 2021)
- Het gala van de gouden K's 2019 (op 25 januari 2020)
- Het gala van de gouden K's 2018 (op 27 januari 2019)
- Het gala van de gouden K's 2017 (op 3 februari 2018)
- Het gala van de gouden K's 2016 (op 4 februari 2017)
- Het gala van de gouden K's 2015 (op 17 januari 2016)
- Het gala van de gouden K's 2014 (op 18 januari 2015)
- Het gala van de gouden K's 2013 (op 9 maart 2014)

### Meervoudige winnaars
| Aantal Gouden K's | Winnaar            |
| ----------------- | ------------------ |
| 12                | LikeMe             |
| 9                 | Pommelien Thijs    |
| 8                 | Ghost Rockers      |
| 6                 | Laura Tesoro       |
| 6                 | Niels Destadsbader |
| 5                 | Tinne Oltmans      |
| 5                 | Timon Verbeeck     |
| 4                 | Rode Duivels       |
| 4                 | F.C. De Kampioenen |
| 4                 | Ketnet Musical     |
| 4                 | The Masked Singer  |
| 4                 | Camille            |
| 3                 | Galaxy Park        |
| 3                 | Dylan Haegens      |
| 3                 | D5R                |
| 3                 | Helden             |
| 3                 | Giovanni Kemper    |
| 3                 | K3                 |
| 3                 | Nachtwacht         |
| 3                 | Nina Derwael       |

2013 · 2014 · 2015 · 2016 · 2017 · 2018 · 2019 · 2020 · 2021 · 2022 · 2023 · 2024